# Ciudad Rodrigo
Ciudad Rodrigo – miasto w Hiszpanii, we wspólnocie autonomicznej Kastylia i León, w prowincji Salamanka nad rzeką Águeda (lewobrzeżny dopływ Duero). Znajduje się ono w północno-zachodniej części Mesety, w odległości około 86 km na południowy zachód od Salamanki i około 25 km na wschód od granicy z Portugalią.

## Historia
Pierwsze ślady osadnictwa na terenie miasta pochodzą z IV w. p.n.e., kiedy to powstała tu osada Mirobriga Wettonum założona przez Wettonów – lud pochodzenia celtyckiego. W drugim wieku przed naszą erą zostało ono podbite przez Rzymian, w okresie ich panowania nosiło nazwę Augustóbriga i Civitas Augusta. W piątym stuleciu naszej ery, wraz z upadkiem Cesarstwa rzymskiego, osada została podbita przez Swebów i znajdowała się w ich władaniu do roku 585 n.e., kiedy to Swebowie zostali pokonani przez Wizygotów pod wodzą Leowigilda. Wraz z arabskim podbojem Hiszpanii i upadkiem Królestwa Wizygotów okoliczne ziemie wraz z miastem przeszły w ręce muzułmańskie. Ze względu na brak wiarygodnych źródeł pisanych historia ówczesnej Mirobrigi aż do czasów panowania Alfonsa VI, króla Leónu, Królestwo Kastylii i Galicji jest mało znana.
W roku 1100 hrabia Rodrigo González Girón zasiedlił osadę na nowo, głównie przybyszami z Leónu, Zamory, Segowii y Ávili. Od jego imienia pochodzi współczesna nazwa miasta. Za prawdziwego restauratora Ciudad Rodrigo uważa się jednak Ferdynanda II, króla Leónu, który w XII wieku otoczył je murami celem obrony przed Maurami oraz swoim teściem – Alfonsem I Zdobywcą, pierwszym królem Portugalii. Nadał on też mieszkańcom liczne przywileje, założył biskupstwo i zapoczątkował budowę katedry. W XIII stuleciu z polecenia Henryka II Trastámara zostaje zbudowany zamek. XV i XVI wiek to okres największego rozkwitu miasta – powstaje wtedy szereg budowli sakralnych, pałaców i kamienic. Kolejne dwa stulecia to czas stagnacji gospodarczej i zniszczeń spowodowanych portugalską wojną restauracyjną i wojną o hiszpańską sukcesję. Ze względu na znaczenie strategiczne, jakie miasto odegrało w czasie tych wojen, rozbudowano jego fortyfikacje przekształcając miasto w silną twierdzę na pograniczu hiszpańsko-portugalskim. Odpowiednikiem Ciudad Rodrigo po drugiej stronie granicy jest portugalskie miasto-twierdza Almeida.
W czasie wojny na Półwyspie Iberyjskim miasto stanowiło jeden z dwóch głównych (obok Badajoz) umocnionych punktów na drodze do Portugalii i było zwane „kluczem do korytarza północnego”. W tym czasie było trzykrotnie oblegane i dwukrotnie szturmowane. Pierwszy raz pierścień wokół twierdzy zamknął się w czerwcu 1810 roku. Bronił jej marszałek Andrés Pérez de Herrasti dowodzący siłami hiszpańkimi przed armią francuską pod komendą marszałka Michela Neya. Obrońcy poddali miasto 10 lipca, po wykonaniu wyłomu w murach przez artylerię francuską. Opór broniących opóźnił o około miesiąc inwazję Portugalii przez armię francuską dowodzoną przez marszałka André Masséna. Wbrew naciskom rządów Hiszpanii i Portugalii oraz chęciom własnych żołnierzy, dowodzący wojskami brytyjskimi i portugalskimi Arthur Wellesley, późniejszy książę Wellington, nie przyszedł miastu z pomocą, tłumacząc, że nie zamierza dawać szansy uzyskania przewagi Massenie w miejscu przez niego wybranym.
Drugie oblężenie rozpoczęło się pod koniec czerwca 1811 roku. Prowadzący działania wojenne Brytyjczycy nie posiadali jednakże wystarczającej ilości sprzętu oblężniczego, co spowodowało, że 20 września musieli się wycofać.
8 stycznia 1812 roku ponownie do oblężenia miasta znajdującego się w rękach Francuzów przystąpili Brytyjczycy. Obroną dowodził generał Jean Leonard Barrié, oblężeniem – osobiście Arthur Wellesley. Po zniszczeniu wysuniętych elementów fortyfikacji jakim były umocnione klasztoy: Santa Cruz i San Francisco oraz dokonaniu dwóch wyłomów w murach (z czego jeden dokładnie w tym samym miejscu co podczas oblężenia z 1810 roku), 19 stycznia rozpoczął się szturm generalny zakończony powodzeniem. Podczas szturmu Brytyjczycy stracili ponad tysiąc zabitych, w tym dwóch generałów (Robert Craufurd i Henry MacKinnon). Zdobycie Ciudad Rodrigo zakończyło się pijaństwem i grabieżami, pomimo iż hiszpańscy mieszkańcy byli sojusznikami zdobywców. Zdobycie kluczowej twierdzy na pograniczu hiszpańsko-portugalskim wraz ze znajdującymi się tam 153 działami (w tym 44 oblężniczymi przygotowanymi do inwazji Portugalii) pozbawiło armię francuską możliwości wykonywania działań ofensywnych, oddając inicjatywę w ręce sprzymierzonych.
Wraz z buntem generała Franco przeciwko władzy republikańskiej w lipcu 1936 kontrolę nad całą prowincją Salamanka wraz z Ciudad Rodrigo, przejęły siły narodowców i utrzymały ją do końca hiszpańskiej wojny domowej.

## Zabytki

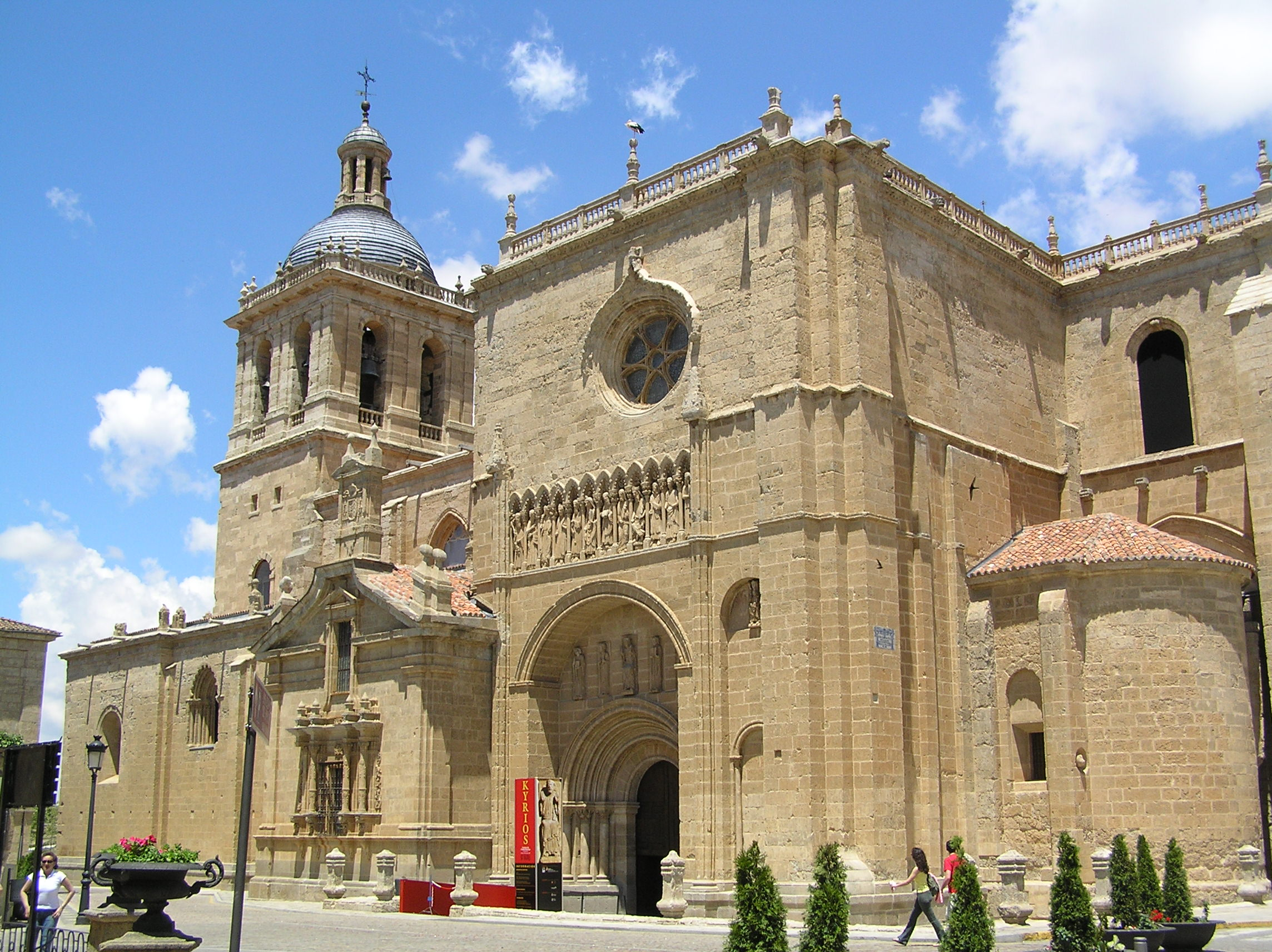
Katedra Santa María

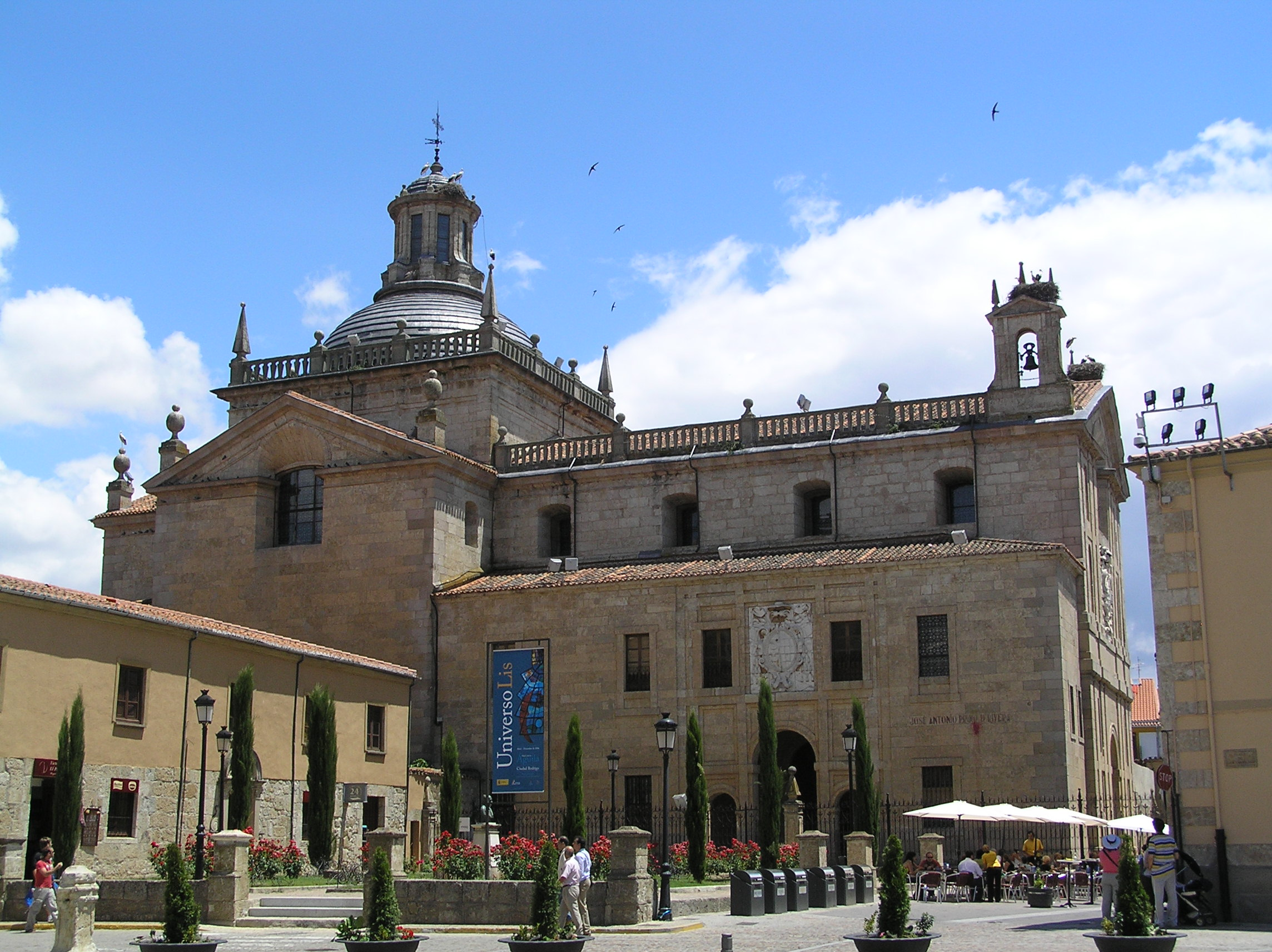
Kaplica Capilla de Cerralbo

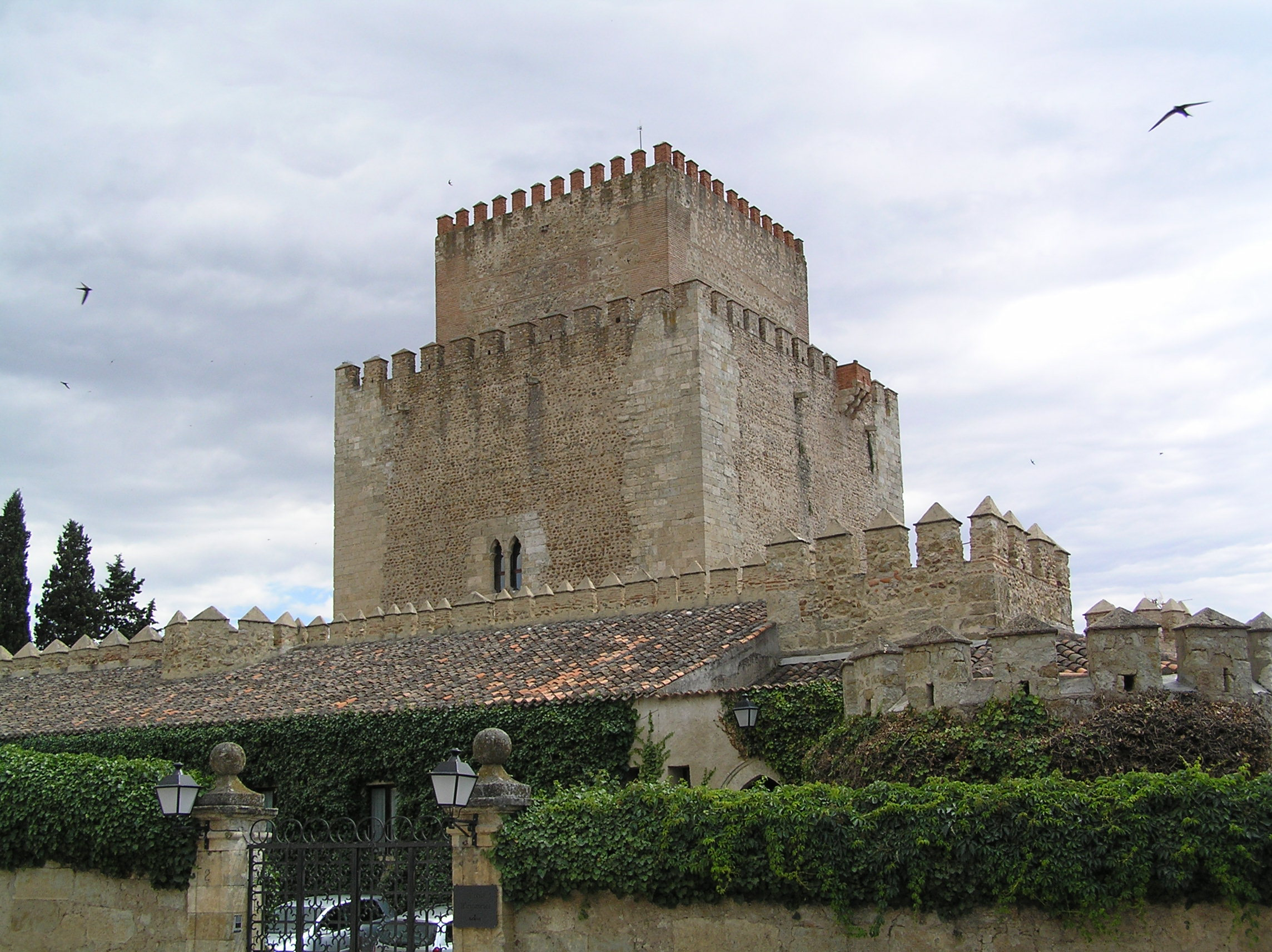
Zamek Henryka II

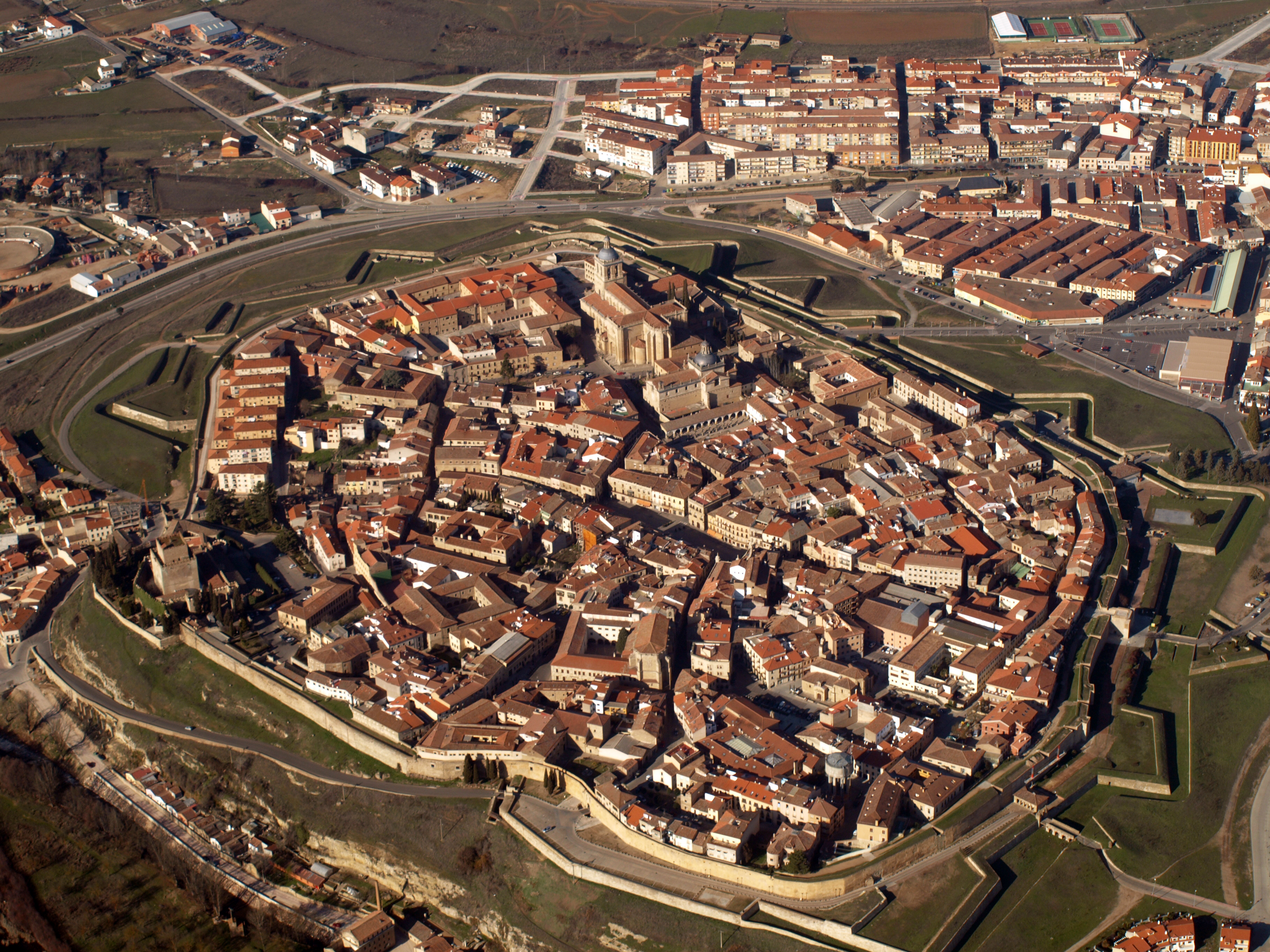
Miasto i twierdza. Widok z lotu ptaka

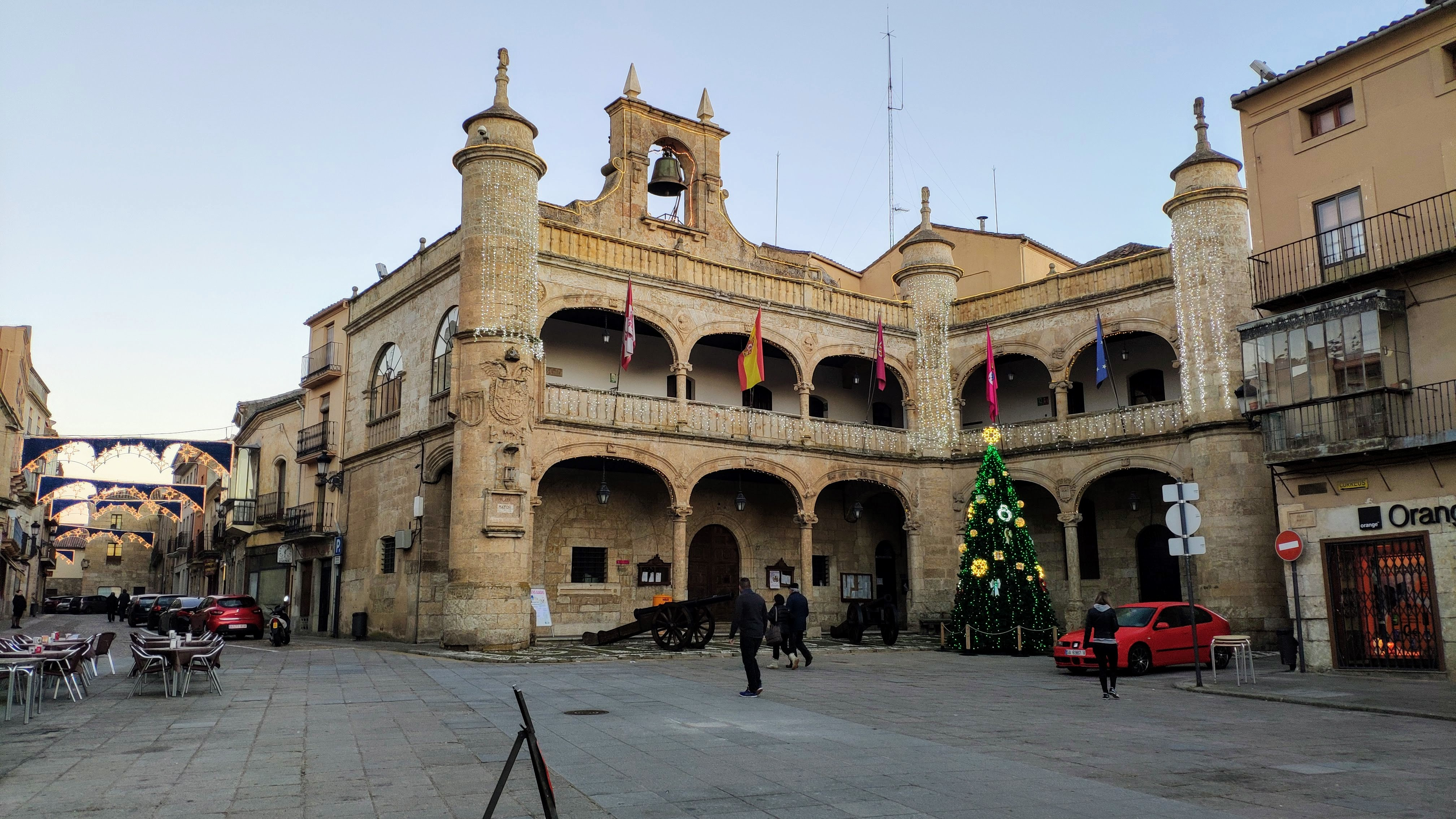
Ratusz

### Architektura sakralna
- Katedra Santa María – wznoszenie rozpoczęto pod koniec XII w., u schyłku rządów Ferdynanda II lub początku władzy jego syna – Alfonsa IX. Świątynia zbudowana jest na planie krzyża łacińskiego w stylach: późnoromańskim i wczesnogotyckim z późniejszymi modyfikacjami, jednak duża część kościoła zachowała cechy pierwotne. Budowla zawiera dużo ciekawych elementów rzeźbiarskich, min. figury dwunastu postaci ze starego testamentu umieszczone w łukach gotyckich nad wejściem od strony południowej. Od strony północnej do katedry przylega kwadratowy budynek z dziedzińcem i krużgankami[9][10].
- Kaplica Capilla de Cerralbo – budowana z polecenia kardynała Francisco Pacheco de Toledo pomiędzy rokiem 1585 a 1687 w stylu późnego renesansu na planie krzyża łacińskiego. Posiada jedną nawę i kwadratową wieżę na skrzyżowaniu nawy głównej i transeptu[11].
- Kościół San Andrés – znajduje się poza centrum historycznym na przedmieściu San Francisco i jest jedną z dwóch najstarszych świątyni w mieście. Pierwotnie zbudowany jako romański, jednakże zachowały się jedynie dwa portale w tym stylu[10][11].
- Dawny klasztor Franciszkanek Bosych Antiguo convento de las Franciscanas Descalzas – budynek w stylu barokowym, dzieło architekta Manuela de Larra Churriguera. Od roku 1869 do lat sześćdziesiątych XX w. pełnił funkcje więzienne[11].
- Kościół San Pedro y San Isidoro – obok kościoła San Andrés najstarsza świątynia w mieście. Zbudowany jako romański, poddany późniejszym przybudowom w XVI w. Z pierwotnej konstrukcji pozostała ceglana absyda w stylu mudéjar[10][11].
- Kościół San Augustín – budynek z końca XVI w. o cechach późnogotyckich, znajduje się w obrębie murów miejskich[11].
- Hospital de la passión – Obiekt z XVI w., pierwotnie pełnił funkcję synagogi w dzielnicy żydowskiej[11].
- Kościół Tercera Orden – wzniesiony w końcu XVIII stulecia w stylu klasycystycznym w obrębie murów miejskich. Tereny kościoła należały pierwotnie do zakonu templariuszy, następnie do bożogrobców, którzy ostatecznie przekazali świątynię franciszkanom[11].
- Ruiny klasztoru San Francisco – wzniesiony na północnych przedmieściach miasta w stylu gotyckim zawierał grobowce bogatych mieszczan. Zniszczony w czasie oblężenia z 1812 roku, kiedy to został zaadaptowany przez broniące miasto wojska francuskie na wysunięty element fortyfikacji[4][7][11].

### Architektura obronna
- Zamek Henryka II Trastámara – początek budowy sięga roku 1372. Został on zbudowany na skarpie nad rzeką na linii mostu przez rzekę Aguedę celem kontroli nad przeprawą. Centrum obiektu stanowi kwadratowa wieża o boku 17 m u podstawy, otoczona murem z basztami (całość na planie kwadratu). Obecnie w zamku mieści się jeden z hiszpańskich Paradorów[11][12]
- Mury średniowieczne – budowa została zapoczątkowana w XII w. przez Ferdynanda II, przebudowane w czasach późniejszych podczas unowocześniania twierdzy. Są proste w formie i nie posiadają baszt ani wież. Obecnie jest siedem bram, ale ich liczba zmieniała się na przełomie dziejów[11].
- Mury twierdzy – wznoszenie rozpoczęto w połowie XVII w., rozbudowę kontynuowano także w następnym stuleciu. Wykonstruowane w systemie kleszczowym z zastosowaniem rozwiązań technicznych szkoły Vaubana, otoczone suchą fosą, w kilku strategicznych punktach wzmocnione rawelinami. Kilkukrotnie użyte bojowo, zachowane w bardzo dobrym stanie[11].

### Budynki mieszkalne i użyteczności publicznej
- Ratusz (Ayuntamiento) – obiekt z XVI w. w stylu renesansowym. Na początku XX w. gruntownie przebudowany – budynek obniżono o jedną kondygnację i dobudowano skrzydło południowe[11].
- Casa de los Vázquez – obiekt z końca XV w., jeden z najbardziej reprezentatywnych budynków miasta, wewnątrz bogate zdobienia ścian kafelkami azulejo[11].
- Cuartel de artillería – budynek o funkcji zbrojowni z XVIII w. w stylu barokowym, z dwoma dziedzińcami wewnętrznymi. W czasach pokoju składowano w nim działa używane do obrony twierdzy[11].
- Palacio de los Águila – największy z pałaców miejskich, pochodzący z wieku XVI-XVII. W środku znajduje się dziedziniec, z dwoma poziomami krużganków z bogatymi zdobieniami rzeźbiarskimi o tematyce mitologicznej i groteskowej[11].
- Inne budynki z XVI-XVIII w., min. Casa de la Cadena, Palacio Episcopal, Casa de la Marquesa de Cartago, Casa de los Miranda, Palacio de Moctezuma, Palacio de Ávila y Tiedra, Palacio de los Condes de Alba de Yeltes, Casa del Primer Marqués de Cerralbo, Casa de los Gómez de Silva, Casa de los Cuernos, Casa de los Chaves o del Cañón, Antigua Audiencia y Cárcel, Casa de los Miranda-Ocampo, etc. w stylach: renesansowym, barokowym i klasycystycznym[11].

### Inne
- Puente Mayor – kamienny most nad rzeką Aguedą o siedmiu przęsłach łukowych. Istniał on w tym miejscu już w czasach rzymskich, jednak pierwsze źródła pisane wspominające konstrukcję pochodzą z lat 1458–1460. W XVI wieku część obiektu była zbudowana z drewna, w wiekach XVII-XVIII most był przebudowywany (między innymi w tym ostatnim stuleciu zostały dobudowane trzy łuki od strony miasta)[11].
- Verraco – kamienna rzeźba zoomorficzna pochodząca z epoki żelaza (IV w. p.n.e.), pozostałość po ludzie Wettonów[11].

## Kultura

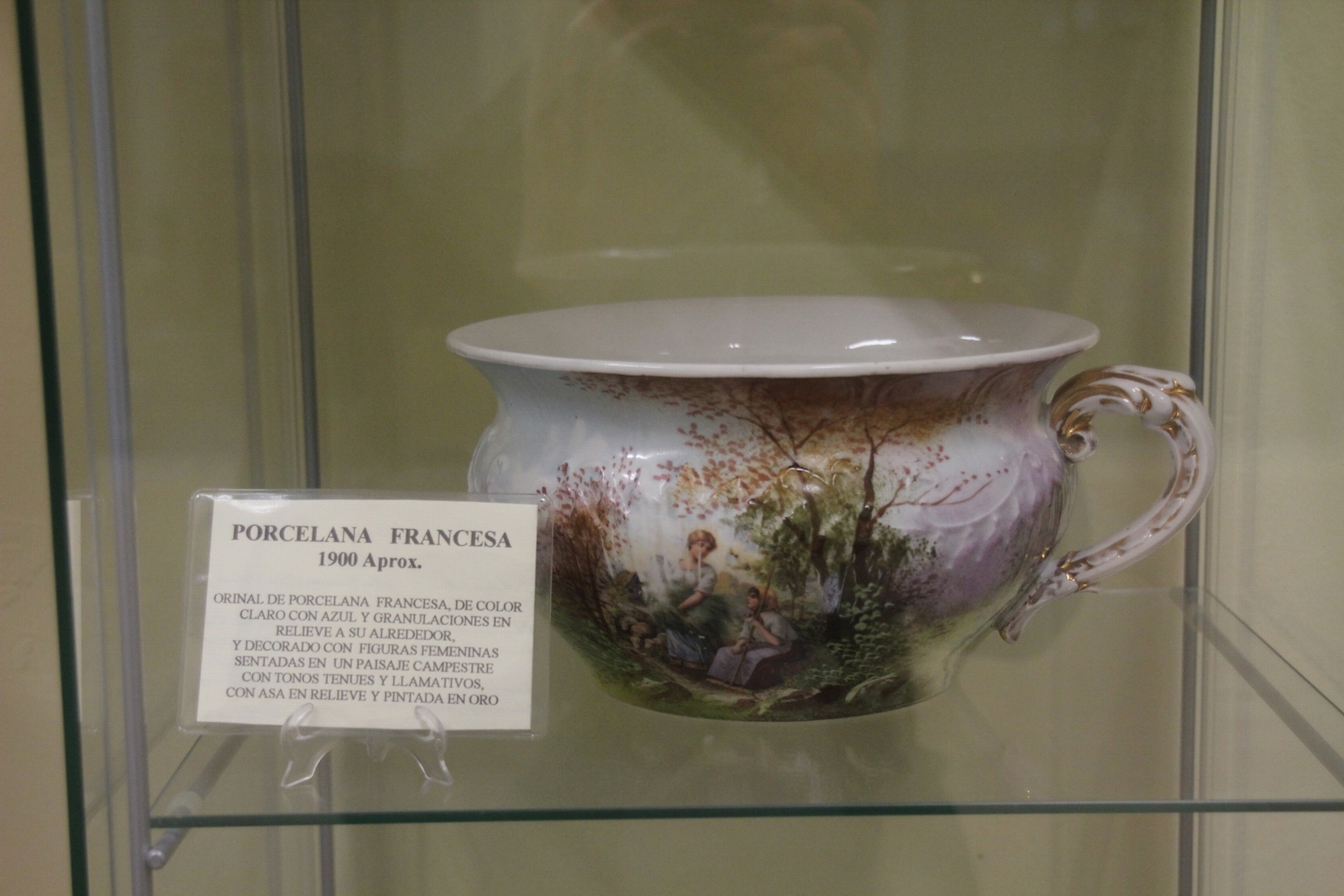
Jeden z eksponatów z Muzeum Nocników

### Teatry
- Teatro Nuevo Fernando Arrabal

### Muzea
- Muzeum Diecezjalno-Katedralne (Museo Diocesano y Catedralico) – zawiera kolekcję rzeźby i obrazów, sztuki złotniczej, szat i naczyń liturgicznych. Obejmuje również zwiedzanie katedry[9][13].
- Muzeum Fortyfikacji (Museo de las Fortificaciones) – zajmuje dwa dawne budynki warty zlokalizowane przy bramach miejskich, zawiera również ekspozycję plenerową. Zaprezentowano w nim ewolucję budowli obronnych od czasów prehistorycznych do XVIII w. w formie makiet, planów, mundurów i prezentacji audiowizualnych[13][14].
- Muzeum Nocników (Museo del Orinal) – jedyne tego typu muzeum na świecie, zawiera kolekcję ponad 1300 nocników z okresu od XIII do XX w. pochodzących z całego świata (również z Polski)[13][15].

## Sport
W mieście działa klub piłkarski Ciudad Rodrigo Club de Futbol. Aktualnie gra on w Pierwszej Lidze Regionalnej Castilla i León (Primera División Regional Aficionados de Castilla y León).

## Transport
Ciudad Rodrigo leży przy autostradzie A-62 biegnącej z Kastylii do północnej Portugalii. W mieście znajduje się stacja kolejowa oraz dworzec autobusowy. Najbliższe lotnisko – Port lotniczy Salamanka-Matacán jest położony około 109 km od miasta.

## Miasta partnerskie
- Aveiro – Portugalia[18]